# گاتیر
گاتیر (به اسپانیایی: Guatire) یک شهر در ونزوئلا است که در Zamora واقع شده‌است. گاتیر ۲۱۴ کیلومتر مربع مساحت و ۲۰۰٬۴۱۷ نفر جمعیت دارد و ۳۲۸ متر بالاتر از سطح دریا واقع شده‌است.